# Résonance de Helmholtz
Pour les articles homonymes, voir Résonance (homonymie).

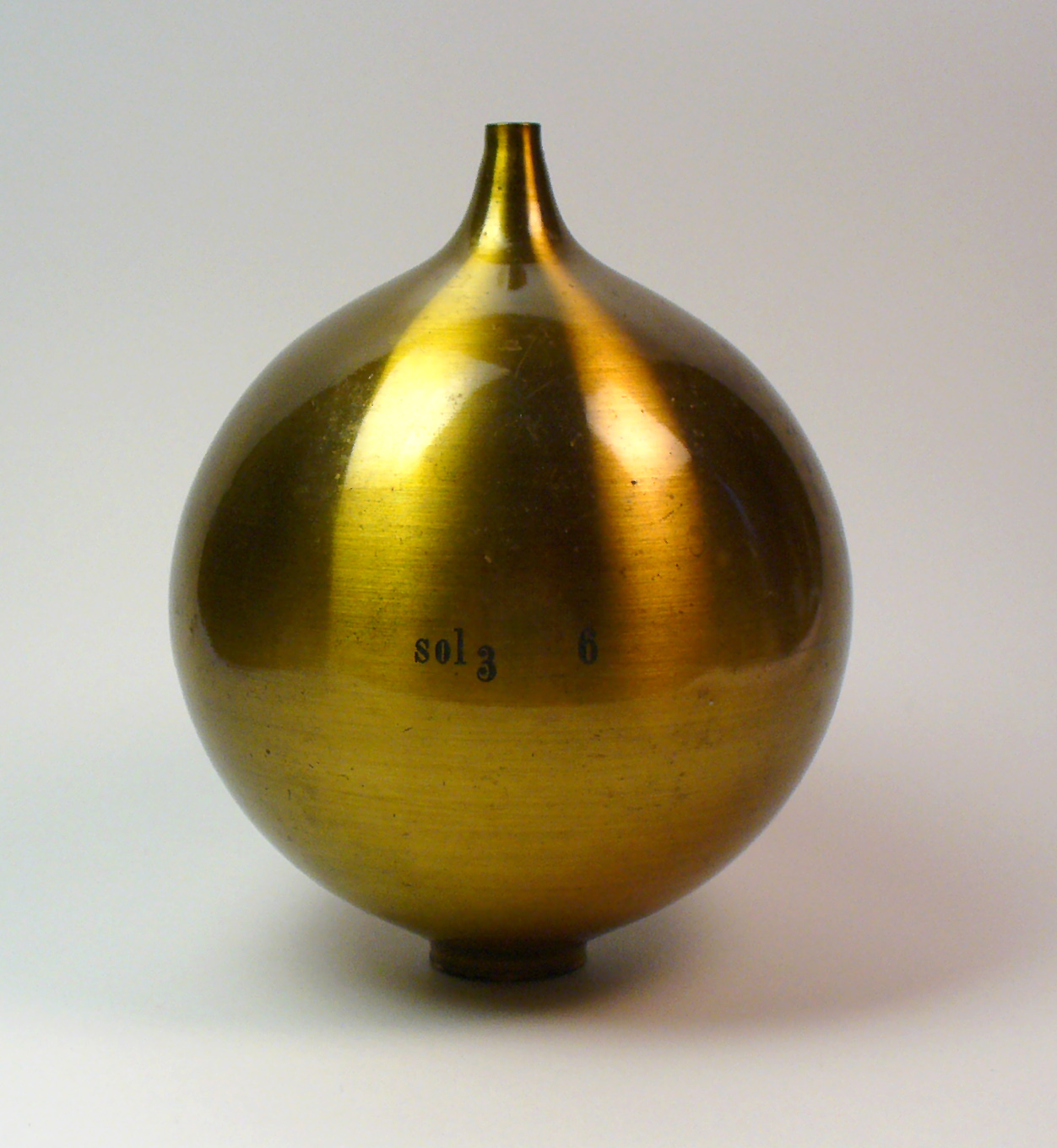
Résonateur de Helmholtz en laiton.

La résonance de Helmholtz est un phénomène de résonance de l’air dans une cavité. Le nom provient d’un dispositif créé dans les années 1850 par Hermann von Helmholtz afin de déterminer la hauteur des différents tons. Un exemple de résonance de Helmholtz est la résonance du son créé lorsque l’on souffle dans le haut d’une bouteille vide.

## Un modèle linéaire simple
Un modèle mathématique simple permet d'expliquer quantitativement le résonateur de Helmholtz et d'estimer sa fréquence propre.

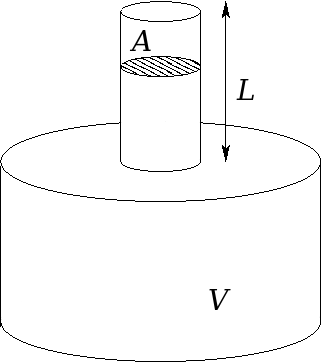
Schéma d'un résonateur de Helmholtz.

Ce modèle est établi sous les hypothèses suivantes :
1. le résonateur est assimilé à une cavité fermée de volume V (que l'on appelle la bouteille) qui communique avec l'extérieur par l'intermédiaire d'un petit tube de longueur L et de section A, que l'on appelle le col du résonateur ;
2. les dimensions pré-citées sont petites devant la longueur des ondes acoustiques considérées ;
3. l'air est considéré comme un gaz parfait ;
4. la bouteille est parfaitement thermiquement isolée, ou peut être considérée comme telle dans les échelles de temps mises en jeu au passage d'une onde acoustique ;
5. tous les effets dissipatifs, comme le frottement de l'air sur les parois ou les pertes par rayonnement acoustique, peuvent être ignorés, car ils influent relativement peu sur la valeur de la fréquence propre.

Sous l'effet d'une perturbation extérieure, il apparaît un petit déplacement de la colonne d'air à l'intérieur du col, d'amplitude notée {\displaystyle \xi }. Le volume correspondant d'air déplacé dans la bouteille est donc :
Compte tenu des hypothèses 3 et 4 ci-dessus, la loi de Laplace définit la variation de pression correspondante dans la bouteille :
avec {\displaystyle \gamma } le rapport des chaleurs spécifiques, et p la pression atmosphérique.
Cette variation de pression engendre une force de rappel sur la colonne d'air, donnée par :
En appliquant le principe fondamental de la dynamique à cette colonne d'air, il est possible d'exprimer son équation du mouvement :
avec {\displaystyle \rho } la masse volumique de l'air.
Cette équation est celle d'un oscillateur linéaire à un degré de liberté :
Avec {\displaystyle \omega _{0}=2\pi f_{0}} la pulsation propre de l'oscillateur.
Sa fréquence propre {\displaystyle f_{0}} est donc définie par :
Soit encore, en faisant apparaître la vitesse du son {\displaystyle c^{2}={\frac {\gamma p}{\rho }}} :
Du fait de l'hypothèse 2, le modèle linéaire obtenu ne dépend en fait que de facteurs macroscopiques, liés aux oscillations libres de l'inertance pneumatique {\displaystyle {\frac {\rho A}{L}}} de la colonne d'air dans le col sur la raideur pneumatique {\displaystyle {\frac {\gamma p}{V}}} de l'air contenu dans la bouteille. Cet oscillateur est analogue à un système masse-ressort et ne fait pas intervenir la propagation des ondes. La résonance de Helmholtz à la fréquence {\displaystyle f_{0}} doit donc être distinguée des modes propres acoustiques de la cavité, qui sont solutions de l'équation d'Helmholtz, et se situent à des fréquences beaucoup plus élevées que {\displaystyle f_{0}}.

## Applications

### Conduits de cheminée
Le principe du résonateur de Helmholtz est utilisé dans certaines chaudières à condensation ayant des soucis de transmission acoustique par le conduit de fumées, afin de dissiper le phénomène de résonance entraînant des vibrations non désirées dans certaines chaudières : des fabricants de chaudières l'utilisent pour atténuer les bruits sortant du conduit de fumées.

### Automobile

#### Moteurs
La résonance de Helmholtz peut être utilisée pour améliorer le remplissage en air des moteurs à combustion et explosion. Les concepteurs de moteur peuvent exploiter la résonance du système formé des tubulures d'admission et du collecteur d'admission. Autour d'un régime moteur choisi par le concepteur, le cycle d'ouverture-fermeture de la soupape d'admission et l'aspiration périodique qui s'ensuit va exciter la résonance de sorte que la surpression dans la chambre de combustion intervienne au moment de la fermeture de la soupape d'admission. Ainsi, en travaillant la géométrie des tubulures d'admission (longueur, diamètre) ou bien en introduisant un plenum de résonance spécialement conçu à cet effet dans la ligne d'admission, il est possible d'améliorer le rendement volumétrique d'un moteur à bas régime.
Les constructeurs automobiles peuvent aussi utiliser la résonance de Helmholtz à des fins mercatiques, pour rendre le bruit d'un véhicule plus sportif lors des accélérations.

#### Aérodynamique
Le phénomène de "battement éolien" ou "buffeting" dans les voitures est un bruit survenant quand une seule fenêtre de la voiture est ouverte à grande vitesse. L'interaction de l'air extérieur avec l'air à l'intérieur de la voiture (considérée comme un contenant) crée des vortex qui provoquent une compression et une décompression répétitives de l'air à l'intérieur du véhicule, résultant en une résonance de Helmholtz. La sévérité du phénomène dépend de plusieurs facteurs, notamment la conception du véhicule, la taille de la fenêtre et la vitesse de conduite. Les véhicules modernes, caractérisés par une meilleure aérodynamique et une étanchéité accrue, sont particulièrement sensibles à ce problème. Le problème est plus aigu lorsqu'une seule fenêtre arrière est ouverte.

### Aéronautique
Pour limiter le bruit des réacteurs civils, les nacelles et entrées d'air sont constituées de panneaux sandwich en nid d’abeilles recouverts d'une tôle perforée aluminium ou composite. Le résonateur est ainsi constitué par la bouteille (cellule du nid d’abeilles) et le col (perçage de la tôle).
Un tel système est utilisé dans les moteurs-fusée pour parer au phénomène d'instabilité thermo-acoustique.

### Instruments de musique
Le hang est une percussion en métal où intervient ce phénomène. L'ocarina est également bâti sur ce principe.

### Acoustique des salles
Les résonateurs de Helmholtz sont très utilisés dans les salles pour atténuer les fréquences médiums.

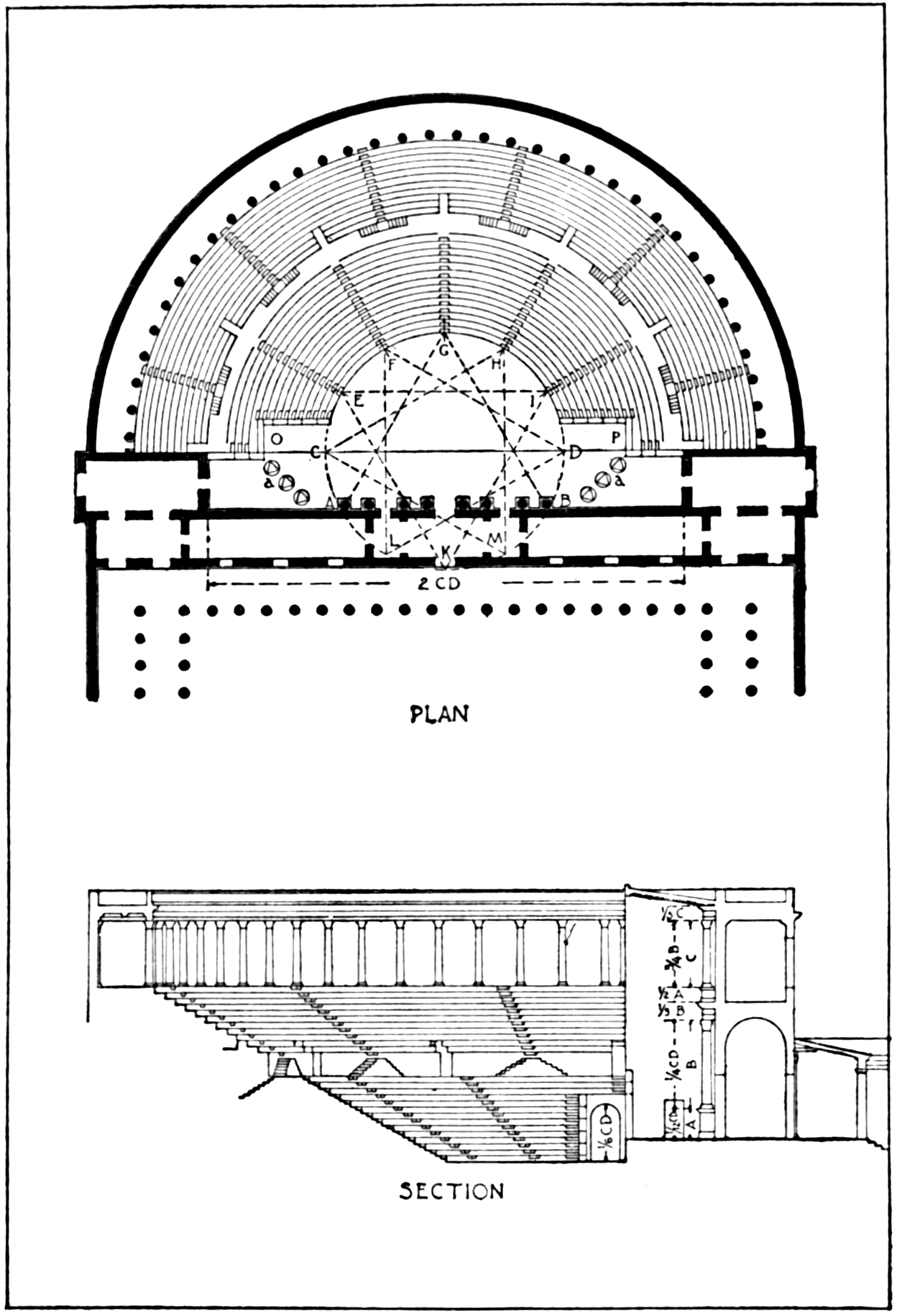
Le théâtre romain vu par Vitruve tiré de (en) :Wikisource:Ten Books on Architecture/Book V

Déjà dans l'antiquité, l'architecte romain du Ier siècle av. J.-C., Vitruve décrit l'utilisation de résonateurs en bronze ou en poterie dans la conception des théâtres classiques,.

### Enceintes acoustiquesbass-reflex
Le principe du résonateur de Helmholtz est le principe de base permettant de faire des enceintes acoustiques utilisant la technique de l'enceinte bass-reflex. L'enceinte contenant le haut-parleur est ouverte par un tube où l'air se déplace et crée donc un résonateur auxiliaire entrant en résonance avec le haut-parleur actif principal permettant d'abaisser la fréquence de coupure basse de l'enceinte. Cette technologie est plus délicate à mettre en œuvre que celle d'une enceinte sans résonateur, appelée aussi enceinte close. Elle est ainsi un moyen efficace d'étendre la bande passante pour améliorer la précision du rendu sonore à l'extrémité basse du spectre. Et elle peut aussi contribuer à limiter les distorsions en limitant l'amplitude de déplacement de la membrane du haut-parleur.